# ثریا سرحدی نلسون
ثریا سرحدی نلسون (انگلیسی: Soraya Sarhaddi Nelson؛ زادهٔ) روزنامه‌نگار اهل ایالات متحده آمریکا است. وی مدیر ان‌پی‌آر در برلین است. ثریا زادهٔ میلواکی، ویسکانسین است و پدرش ایرانی و مادرش آلمانی است.
او بابت پوشش خبری‌اش از پرواز تی‌دبلیوای ۸۰۰ برندهٔ جایزه پولیتزر (۱۹۹۷) شد. وی همچنین بابت گزارش‌هایش از افغانستان در سال ۲۰۱۰ برندهٔ جایزه پیبادی شد.